# Mindenki jól van
A Mindenki jól van (Stanno tutti bene) 1990-ben bemutatott olasz–francia filmdráma Giuseppe Tornatore rendezésében, melyben Tornatore nem először nyúl a klasszikus témához, a nagyvárosba szakadt gyermekek és az otthon maradt szülők viszonyához: a téma már a Cinema Paradiso filmjében is megjelent. Ebben az alkotásban azonban az idős szülő a főhős, akinek szerepét Marcello Mastroianni formázza meg. A film zenéjét ezúttal is Ennio Morricone alkotta.
Az 1990-es cannes-i filmfesztivál ökumenikus zsűrijének díját nyerte el, az Arany Pálmára is jelölték. A részben Tornatore által írt forgatókönyv alapján 2016-ig két remake is készült.

## Cselekmény
|  | Alább a cselekmény részletei következnek! |

A becsületben megőszült operarajongó, nyugalmazott anyakönyvvezető nagyapa, Matteo Scuro nagyon várja már öt gyermeke és unokái esedékes nyári látogatását és a velük való együtt nyaralást. Mikor a megbeszélt napra senki sem jön el, elhatározza, maga keresi fel őket, sőt magában beszélve még azt is elmondja, hogy majd fényképeket hoz a feleségének.
Öt gyermeke után járva Nápolytól Torinóig beutazza szinte egész Itáliát. Útja során az országnak olyan arca tárul fel, amely nem kerül az újságok címoldalára, és amelyet sohasem látni a televízióban. Gyerekei élete is nagyon különbözik attól, amiről Matteónak eddig tudomása volt. Rá kell jönnie, hogy így vagy úgy, de becsapják, és hiába hozza rendbe egymás után mindegyikük többé-kevésbé elrontott életét, valójában mindegyiküknek csak útjában van. Végül meg kell történnie a tragédiának, hogy a lehetséges mértékig újra egyesüljön a család…

## Szereplők
| Színész              | Szerep           | Magyar hang                 |
| -------------------- | ---------------- | --------------------------- |
| Marcello Mastroianni | Matteo Scuro     | Szabó Gyula (1. szinkron)   |
| Marcello Mastroianni | Matteo Scuro     | Végvári Tamás (2. szinkron) |
| Michèle Morgan       | nő a vonaton     | Andai Györgyi               |
| Valeria Cavalli      | Tosca            | Németh Borbála              |
| Marino Cenna         | Canio            | Galbenisz Tomasz            |
| Norma Martelli       | Norma            |                             |
| Roberto Nobile       | Guglielmo        | Tarján Péter                |
| Salvatore Cascio     | a gyermek Alvaro |                             |

## Érdekességek
- Cameoszerepben megjelenik Ennio Morricone, aki Matteo képzeletében a Milánói Scalában próbáló karmestert játssza.
- Giuseppe Tornatore filmrendező ezúttal is több alkalommal feltűnik, különböző cameoszerepekben: Rómában egy fotóst a divatbemutatón, Milánóban a színház ügyelőjét alakítja, aki odakíséri Matteót üstdobos Guglielmo fiához, aki a zenekarral épp Morricone filmzenéjét próbálja.
- Cesare Barbetti, a film szinkronrendezője is feltűnik egy cameóban. Azt a politikust alakítja, akinek Canio beszédet ír, és hangját kölcsönzi azon zenei próbák karmesterének, amelyeken Guglielmo is részt vesz.
- Alvaro Scuro üzenetrögzítőjének háttérmotívuma az Ennio Morricone által 1978-ban, Édouard Molinaro Il vizietto című filmjéhez írt filmzenéje.
- Giuseppe Tornatore elmondta, hogy a szinkronizálás korai szakaszában Marcello Mastroianni soha nem tudta teljes egészében elmondani a szövegét, mert mindig nevetésbe tört ki. Amikor Tornatore megkérdezte ennek a furcsa vidámságnak az okát, Mastroianni azt válaszolta: – Kiköpött Ettore!, vagyis az általa alakított Matteo karaktere Ettore Scola rendezőre, Mastroiannit régi barátjára emlékeztette.
- A Cinema Paradisóból ismert több színész is megjelenik a filmen. A gyermek Alvarót alakító három színészből ketten, a gyermekszínész Salvatore (Totò) Cascio[3] és Jacques Perrin (fényképen), továbbá Antonella Attili és Leo Gullotta.

## Remake
A film amerikai feldolgozását 2009-ben mutatták be Mindenki megvan címmel, Robert De Niro főszereplésével. 2016-ban jelent meg a kínai remake, az Everybody's Fine (一切都好).